# Musō Soseki
Musō Soseki (夢窓疎石) (1275 - 20 octubre de 1351) era un monjo budista Zen de l'escola Rinzai.

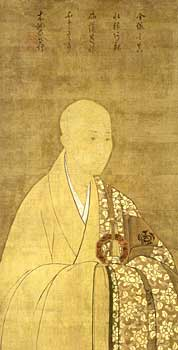
Musō Soseki, 1275 - 1351, Mestre Zen japonès, cal·ligrafista, poeta i dissenyador de jardins.

Originari de la província d'Ise (actual prefectura de Mie), integra a un temple de muntanya el 1283. Estudia les escoles Shingon i Tendai. El 1292, entra al Tōdai-ji i emprèn l'aprenentatge del Zen.
El 1325, l'emperador Go-Daigo li demana que vagi al Tribunal del sud i esdevingui el gran sacerdot del temple Nanzen-ji. L'any següent, després d'haver fundat un temple a la província d'Ise, Musō Soseki va a Kamakura i es queda a un dels temples. Després de la caiguda dels bafuku de Kamakura, torna al Nanzen-ji. Més tard rep el suport del shogunat Ashikaga.
És el principal arquitecte de diversos grans jardins de l'època, del qual els dels temples Saihō-ji i Tenryu-ji.

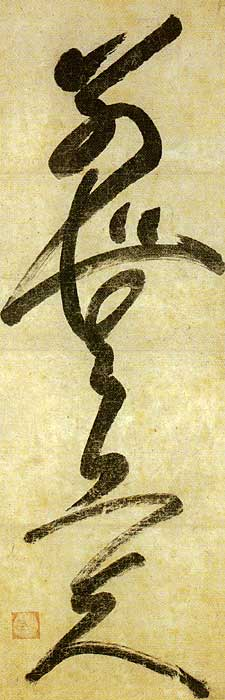
Cal·ligrafia de Musō Soseki.